# Canoagem velocidade

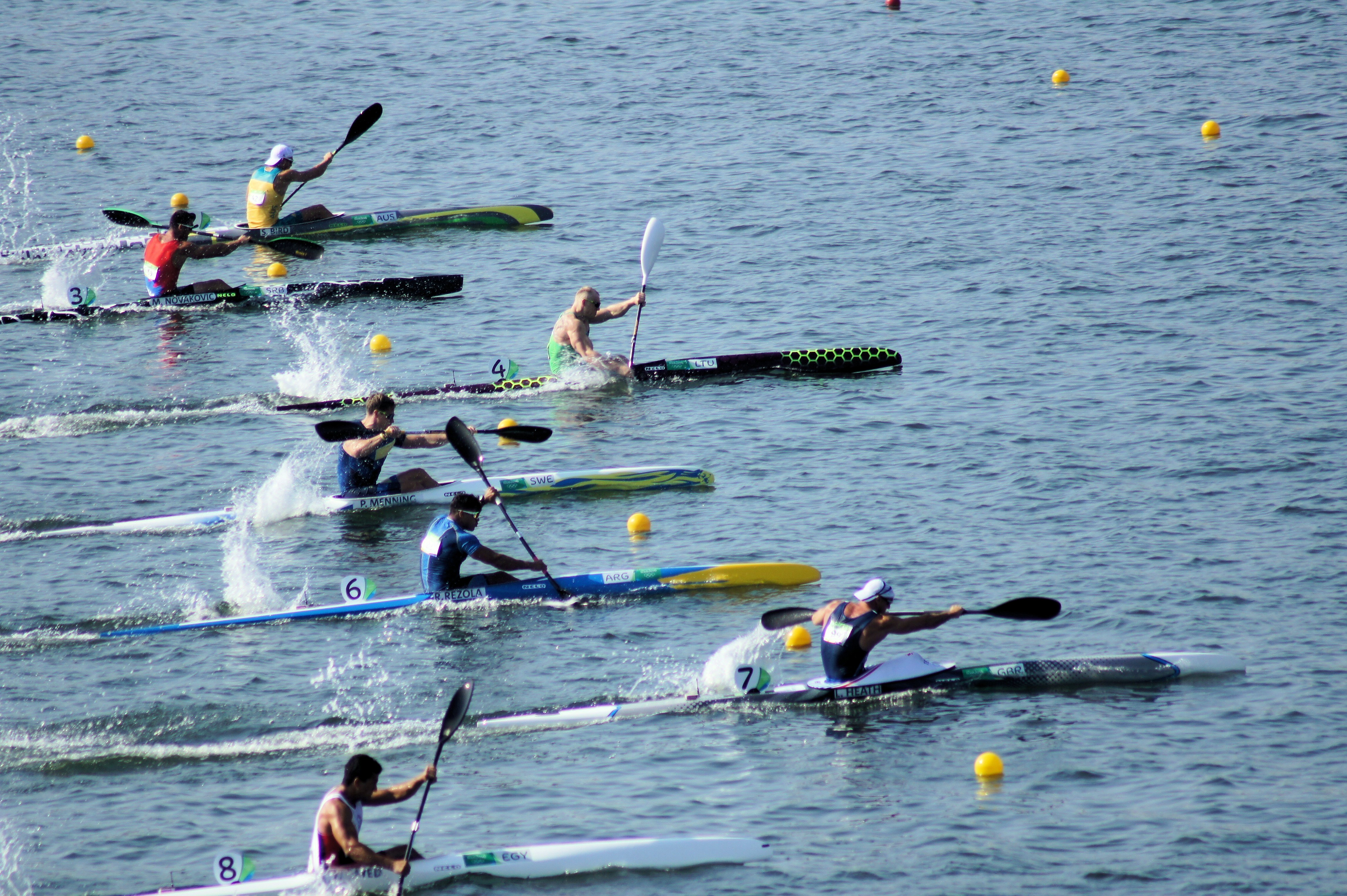

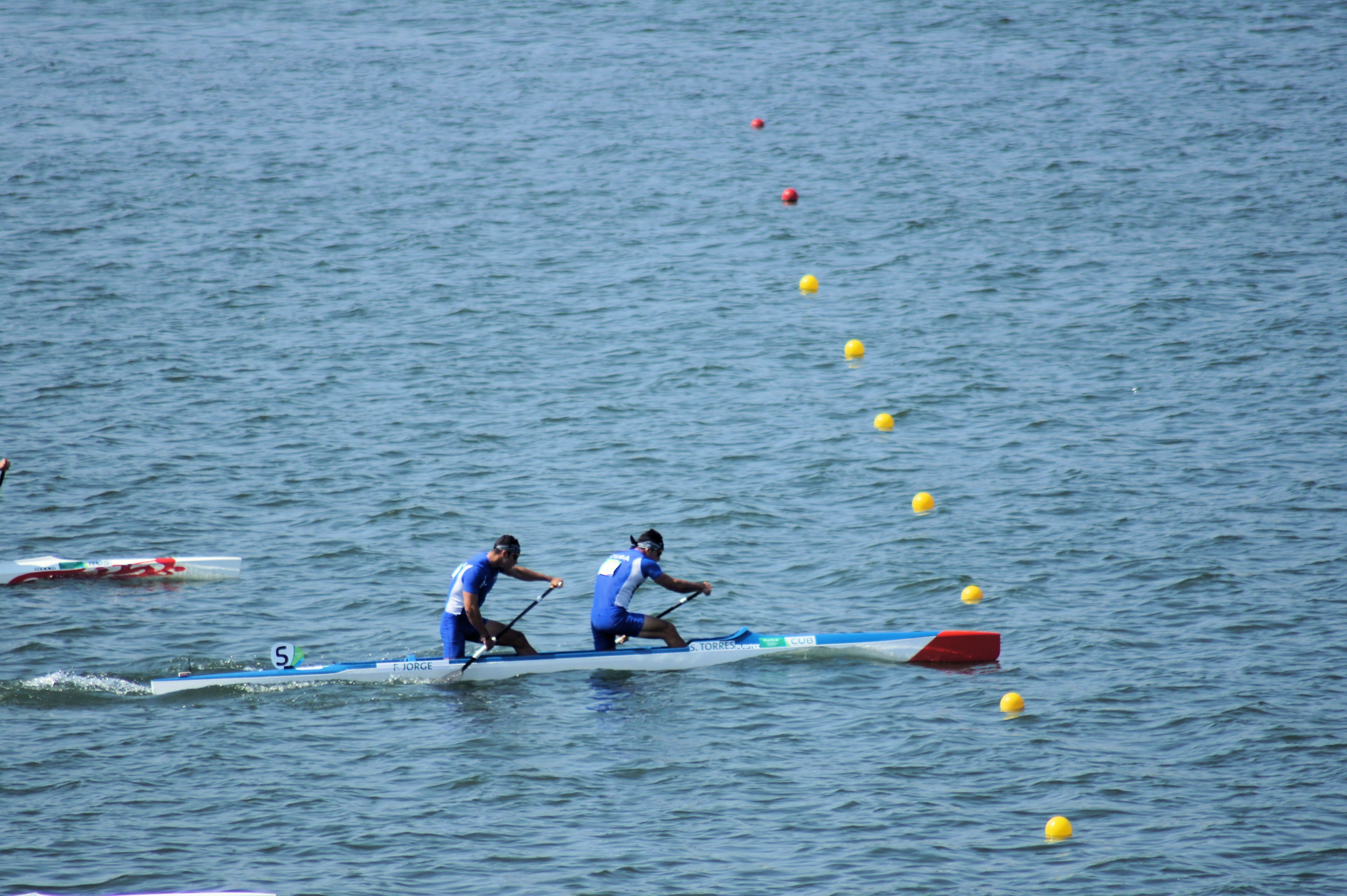

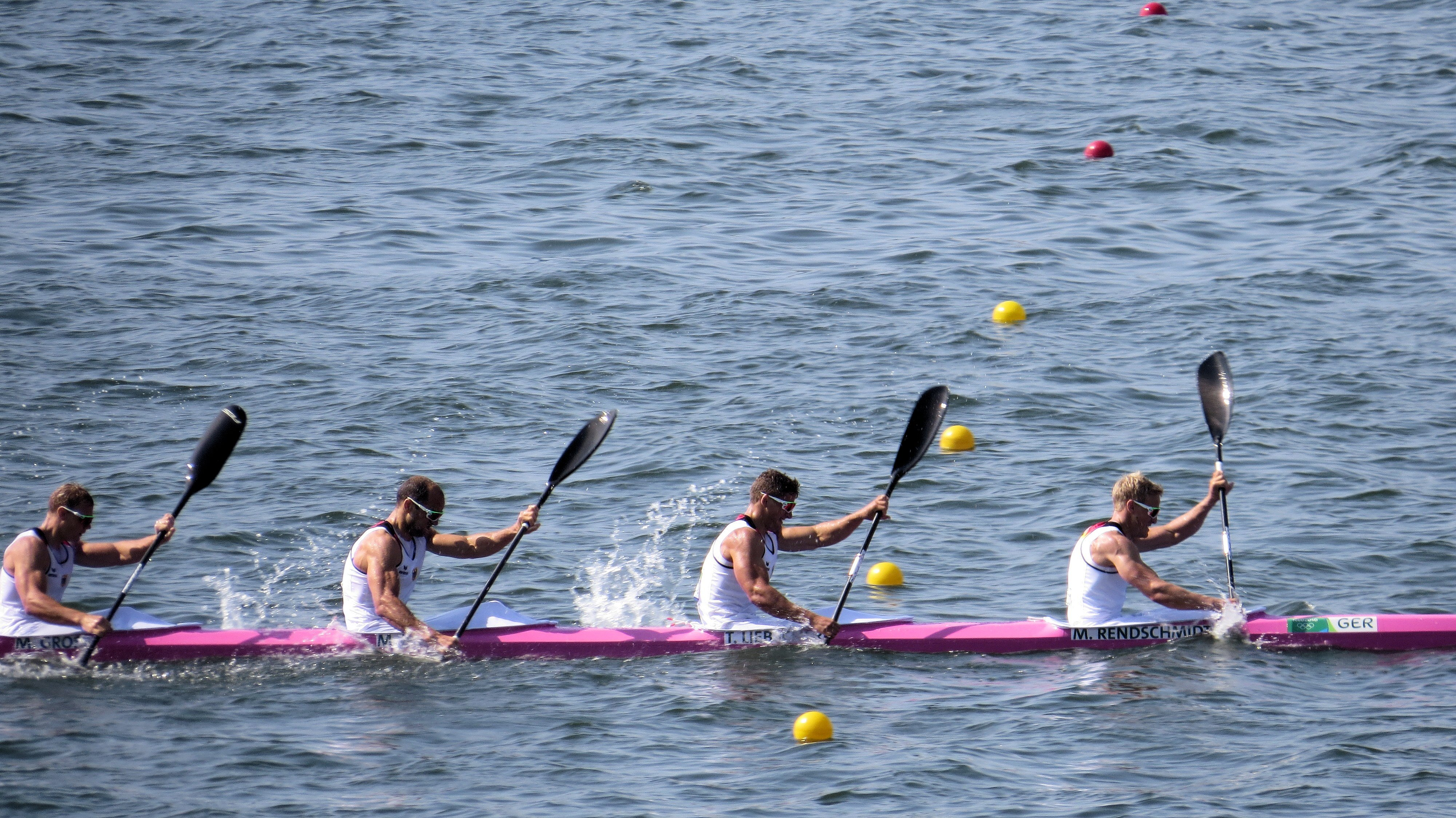

A canoagem velocidade é um esporte aquático em que os atletas competem de canoa ou caiaque em águas calmas.

## Visão geral
As categorias de corrida variam de acordo com o número de atletas no barco, a duração do percurso e se o barco é uma canoa ou caiaque. As corridas de canoa às vezes são chamadas de corridas de águas planas. As distâncias reconhecidas pela ICF para corridas internacionais de canoagem são 200m, 500m e 1000m. Essas corridas acontecem em cursos retos com cada barco remando em sua própria raia designada. Corridas de maratona mais longas existem, notadamente os 5000m (também uma distância reconhecida pela ICF) - geralmente os atletas começam em um grupo grande na linha de partida antes de remar em torno de um percurso definido com pontos de virada marcados (não há raias designadas). Para cada corrida pode ser necessário um número de baterias, semifinais e uma final, dependendo do número de competidores.
O esporte é regido pela Federação Internacional de Canoagem (ICF). A Federação Internacional de Canoagem é a organização mundial de canoagem e cria as regras padrão para as diferentes disciplinas de competição de canoagem/caiaque. A ICF reconhece várias disciplinas competitivas e não competitivas de canoagem, das quais Sprint (Velocidade) e Slalom são as duas únicas que competem nos Jogos Olímpicos.
No geral, a Europa dominou o esporte, conquistando mais de 90% de todas as medalhas disponíveis.
Os barcos oficiais reconhecidos pela ICF como 'Barcos Internacionais' são: K1, K2, K4, C1, C2 e C4, onde o número indica o número de remadores, "K" significa caiaque e "C" canoa. As regras da ICF para esses barcos definem, entre outros, o comprimento máximo, o peso mínimo e o formato dos barcos – por exemplo, um K1 deve ter 520 cm de comprimento e pesar no mínimo 8 kg para maratonas ou 12 kg para sprints. Originalmente, restrições de largura (viga) também eram impostas; estes foram revogados em 2000, estimulando uma enxurrada de inovações em projetos de barcos. Os barcos modernos geralmente são feitos de fibra de carbono, fibra de aramida (por exemplo, Kevlar) com resina epóxi ou variantes de fibra de vidro de alto desempenho.

## Caiaque
Em um caiaque, o remador está sentado na direção da viagem e usa um remo de lâmina dupla. Os caiaques possuem um leme para ajuste de direção e curso, que é operado pelos pés do remador na frente. A pá usada é geralmente uma 'pá de asa' (embora as pás assimétricas padrão também possam ser usadas) - as pás de asa têm lâminas que se assemelham a uma asa ou colher, criando sustentação e aumentando a potência e a estabilidade do golpe. Existem muitas variações de remos de asa, variando de opções mais longas e mais estreitas para maior estabilidade ao longo de todo o curso até remos em forma de gota mais extremas para uma aplicação mais firme de força no início do curso.

## Canoa
Em uma canoa, o se ajoelha em um joelho com a outra perna para a frente e o pé apoiado no chão do barco, e rema um remo de lâmina única de um lado apenas com o que é conhecido como 'J-stroke' para controlar a direção do barco. No Canadá, existe uma classe de corrida para o C-15 ou WC ou "War Canoe", bem como um C-4 de design semelhante (que é muito mais curto e mais agachado do que um C-4 'Internacional'). Uma classe de barcos antiquada é o C-7, assemelhando-se a um grande C4 que foi lançado pela ICF com pouco sucesso. Para canoas de corrida, a lâmina é tipicamente curta e larga, com uma 'face de força' em um lado que é plana ou recortada. O eixo será normalmente mais longo do que um remo de canoa, porque a posição ajoelhada coloca o remador mais alto acima da superfície da água. Projetos mais recentes de remos de corrida de canoa geralmente têm um eixo levemente dobrado, geralmente de 12 a 14 graus. (um conceito do designer de canoas Eugene Jensen na década de 1960). Muitos remadores de canoa de alto desempenho preferem a sensação de um cabo de madeira com eixo e lâmina de fibra de carbono, enquanto quase todos os remadores de caiaque de alto desempenho usam remos feitos completamente de fibra de carbono.[carece de fontes?]

## Galeria

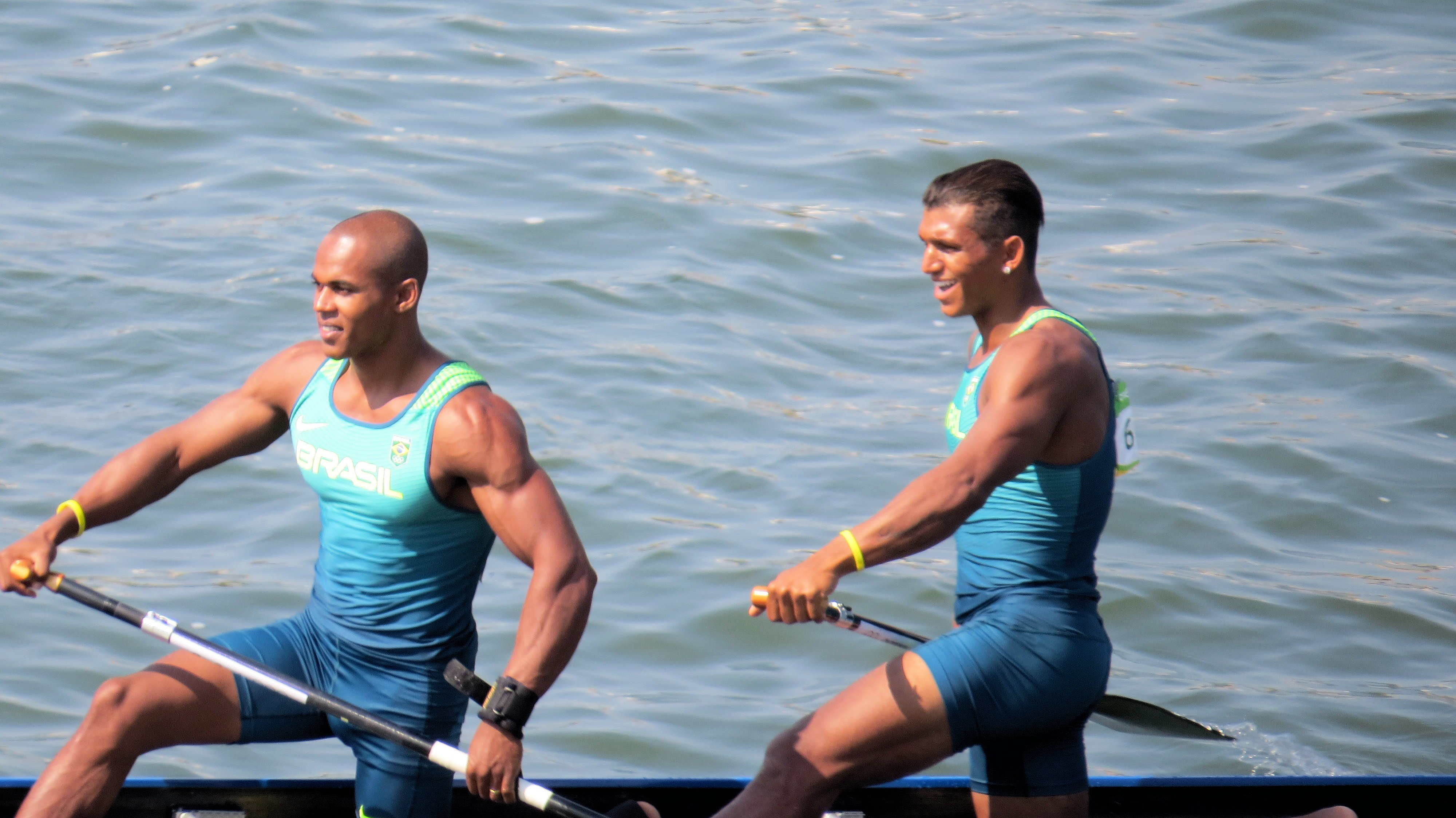
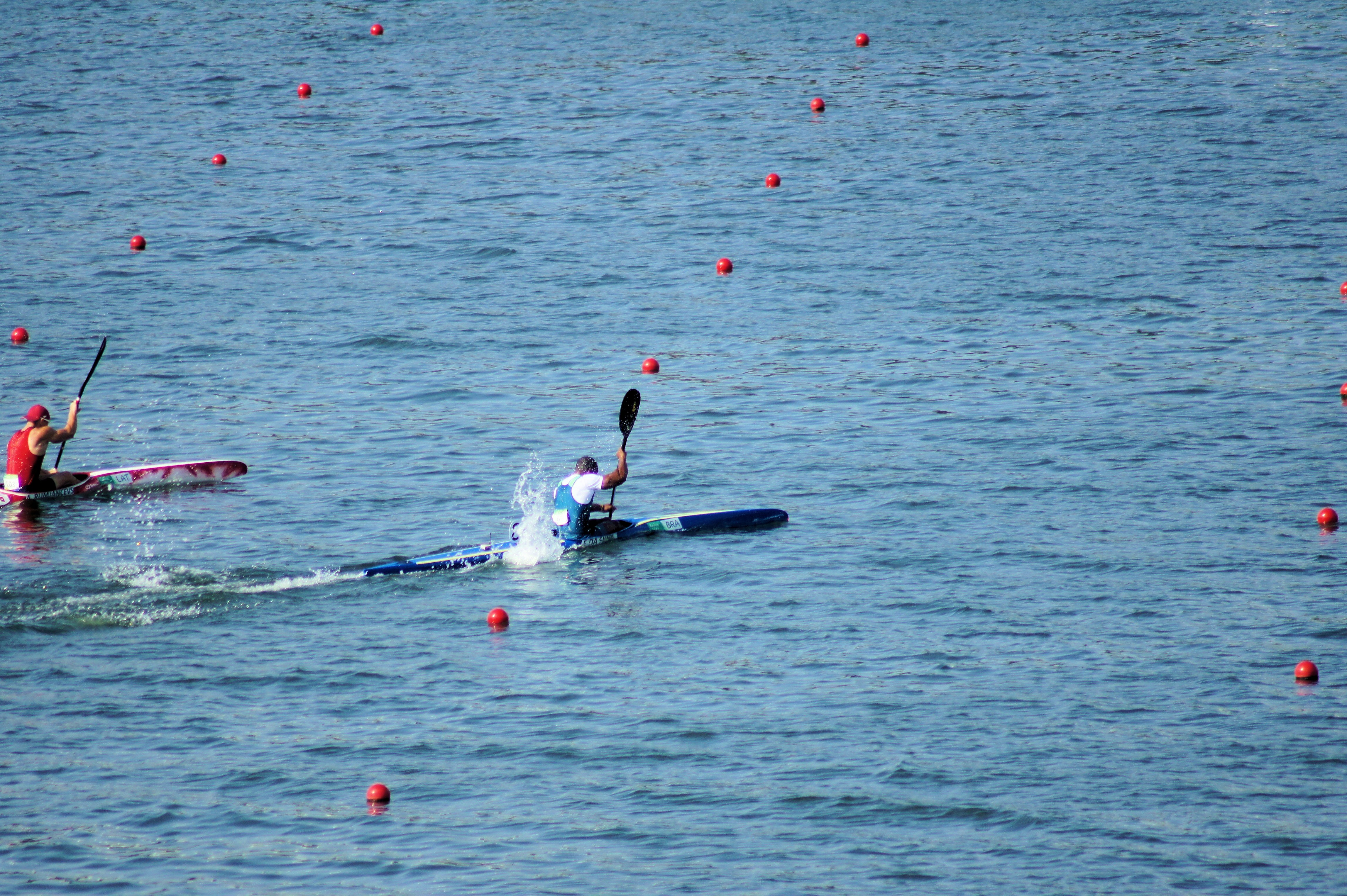
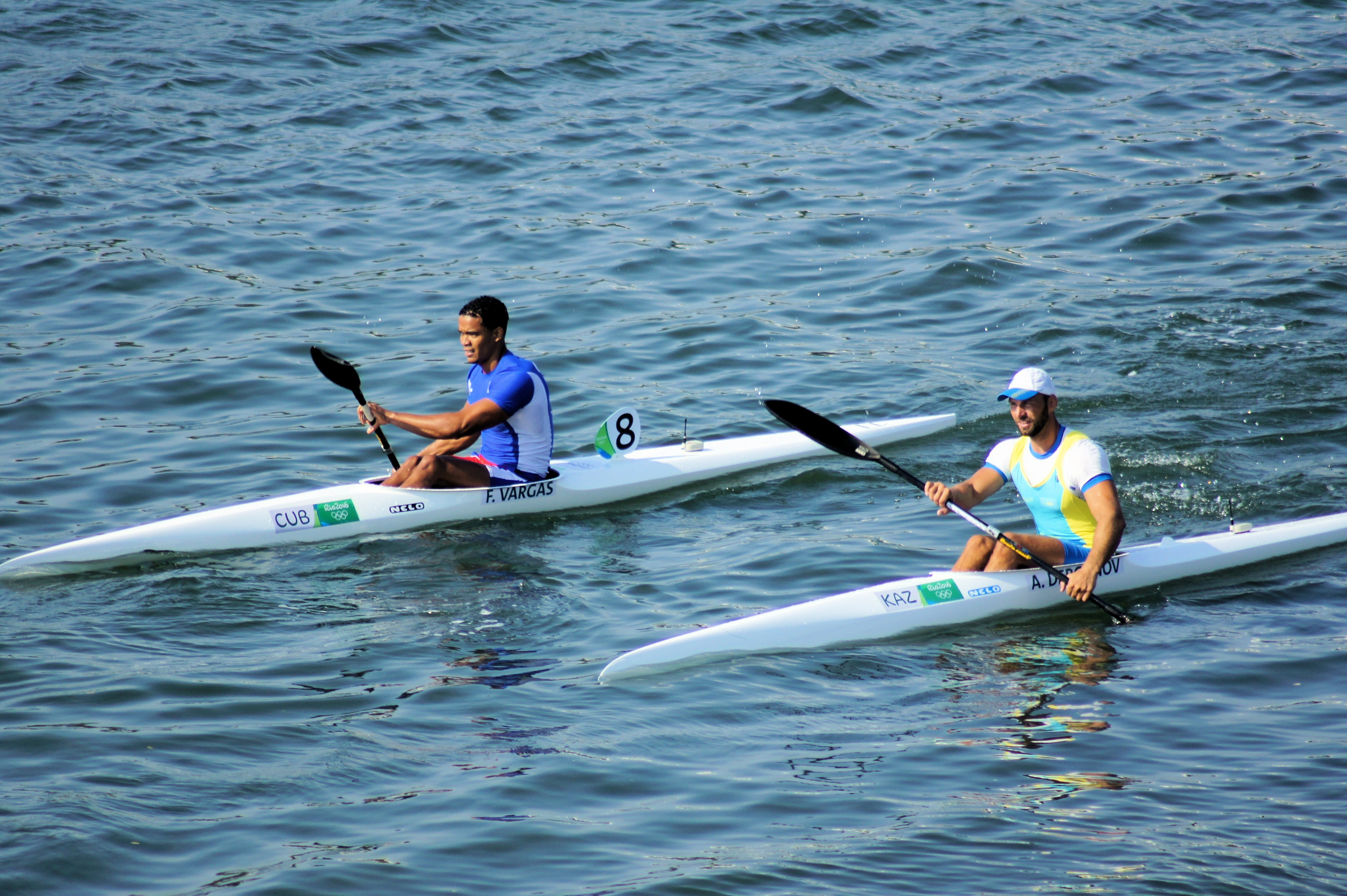
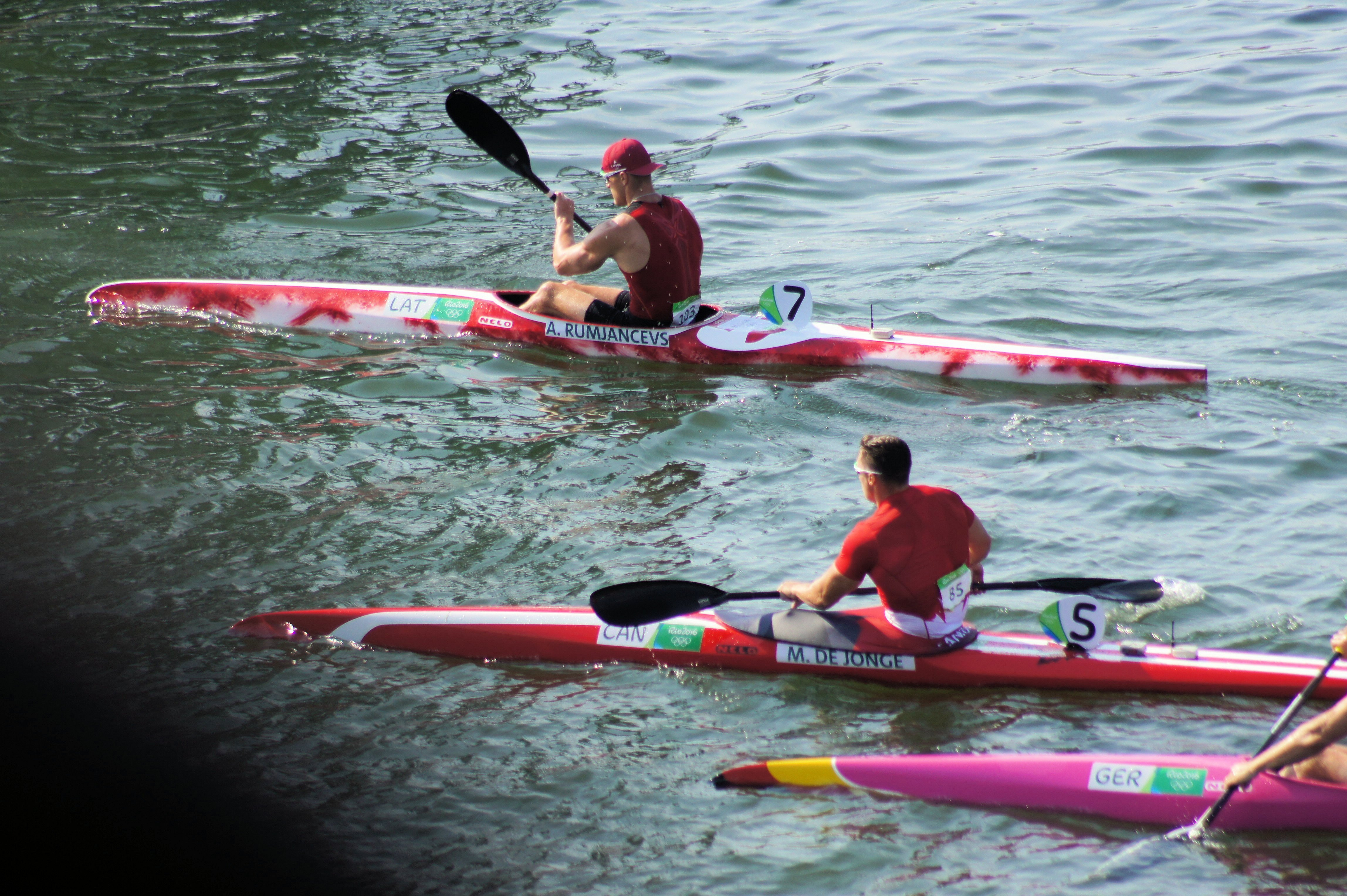
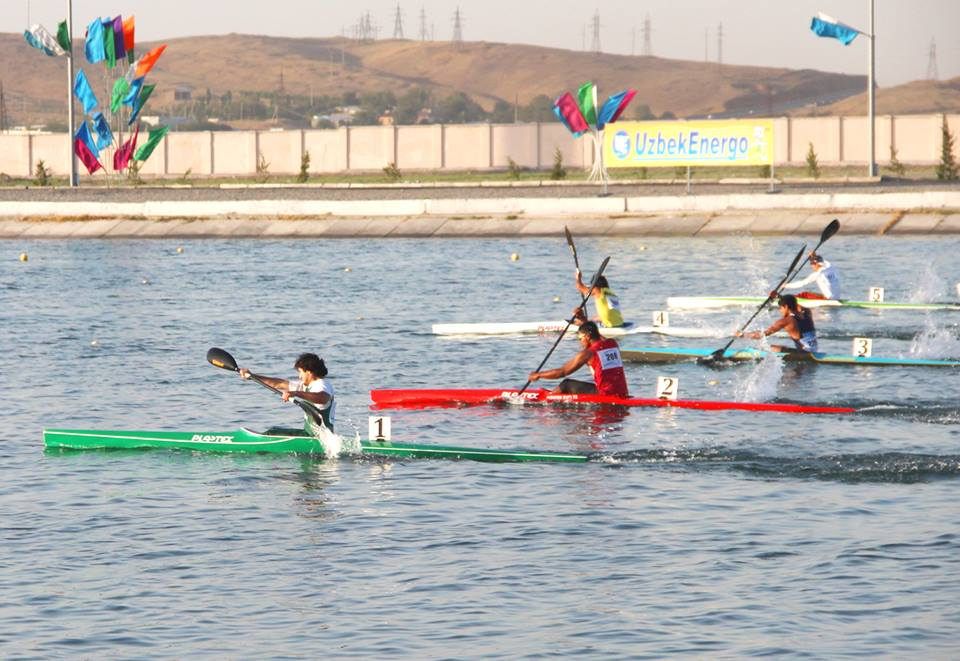